# Инскип, Томас, 1-й виконт Кэлдкот
Сэр Томас Уолкер Хобарт Инскип (англ. Thomas Walker Hobart Inskip, 1st Viscount Caldecote, 5 марта 1876, Бристоль, Великобритания — 11 октября 1947, Годалминг, графство Суррей, Великобритания) — 1-й виконт Кэлдкот — британский государственный деятель, министр по координации обороны Великобритании (1936—1939), министр по делам доминионов (14 мая — 3 октября 1940), лорд-канцлер (1939—1940).

## Биография
Родился в семье адвоката Джеймса Инскипа. Джеймс Инскип, впоследствии епископ Баркинга, был его старшим сводным братом, а сэр Джон Хэмпден, позже лорд-мэр Бристоля, его младшим братом. В 1886 году окончил колледж Клифтона, а в 1897 году — Королевский колледж в Кембридже. Два года спустя он был принят во «Внутренний темпл» (один из четырёх «Судебных иннов» — английских школ подготовки барристеров).
В 1914 году стал королевским адвокатом. Затем служил в военной разведке, а с 1918 по 1919 год — в Военно-морском штабе в качестве начальника отдела морского права.
В 1918 году был избран членом Палаты общин от избирательного округа Центральный Бристоль. В 1920—1922 годах являлся канцлером епархии Труро.
В 1922—1928 годах (с небольшим перерывом) занимал пост генерального солиситора Великобритании и Уэльса. В 1928 году он был назначен генеральным прокурором, занимая этот пост до смены правительства в 1929 году. В том же году на всеобщих выборах он потерял своё место в парламенте. В 1931 году победил на довыборах в Палату общин в избирательном округе Фарехам. В 1931—1932 годах вновь занимал должность генерального солиситора.
Будучи убежденным протестантом, он выступил категорически против одобрения в парламенте нового Молитвенника Англиканской церкви (1927). который был отклонён. Он считал, что обновленная редакция Книги общих молитв слишком далека от протестантских принципов Церкви Англии. Дебаты по Молитвеннику считаются одним из ярких в истории Палаты общин. В результате Церковь Англии затем созыва объявила ситуацию крайней необходимости и использовала это как предлог, чтобы вести службы по новому Молитвеннику в течение многих десятилетий после его отклонения парламентом.
В 1932—1936 годах — Генеральный прокурор Великобритании. В 1935 году он обвинил Эдварда Рассела, 26-го барона Клиффорда, в непредумышленном убийстве. Это был последний судебный процесс против члена Палате лордов.
- 1936—1939 гг. — министр по координации обороны Великобритании. Это назначение было крайне спорным, поскольку у него до этого момента не было никакого опыта в области оборонной политики. Оценка его деятельности на этом посту неоднозначна, одни эксперты считают, что он много сделал для перевооружения британских войск, другие придерживаются мнения, что его работа была малорезультативна[a]
- январь-сентябрь 1939 г. — министр по делам доминионов
- 1939 г. ему был присвоен титул виконта Кэлдкот и он стал членом Палаты лордов
- 1939—1940 гг. — лорд верховный канцлер Великобритании
- 1940 г. — лидер Палаты лордов и лидер Консервативной партии в Палате лордов
- май-октябрь 1940 г. — министр по делам доминионов
- 1940—1946 гг. — лорд главный судья Англии и Уэльса

## Награды и звания
- Орден Британской империи степени командора (26 марта 1920)[4].
- Звание «Рыцарь-бакалавр» с правом на приставку «сэр» к имени (19 декабря 1922)[5].